# Licencia UEFA B
La Licencia UEFA "B" es un título de entrenador otorgado por la UEFA.

## Características
Esta titulación es la más inferior, y se encuentra por debajo de las Licencia UEFA "Pro" y Licencia UEFA "A".
El Diploma Básico de Entrenador de Fútbol obtenido en España es equivalente a la Licencia UEFA "B" de Fútbol, en virtud del convenio suscrito entre la UEFA y la RFEF fechado el 31 de agosto de 2010.